# Gainesboro
Gainesboro és una població dels Estats Units a l'estat de Tennessee. Segons el cens del 2000 tenia 879 habitants.

## Demografia
Segons el cens del 2000, Gainesboro tenia 879 habitants, 373 habitatges, i 208 famílies. La densitat de població era de 217,6 habitants/km².
Dels 373 habitatges en un 16,9% hi vivien nens de menys de 18 anys, en un 36,2% hi vivien parelles casades, en un 13,9% dones solteres, i en un 44% no eren unitats familiars. En el 38,6% dels habitatges hi vivien persones soles el 18,5% de les quals corresponia a persones de 65 anys o més que vivien soles. El nombre mitjà de persones vivint en cada habitatge era de 2 i el nombre mitjà de persones que vivien en cada família era de 2,61.
Per edats la població es repartia de la següent manera: un 13,5% tenia menys de 18 anys, un 8,8% entre 18 i 24, un 20,4% entre 25 i 44, un 26,6% de 45 a 60 i un 30,7% 65 anys o més.
L'edat mediana era de 51 anys. Per cada 100 dones de 18 o més anys hi havia 67,4 homes.
La renda mediana per habitatge era de 19.861 $ i la renda mediana per família de 30.250 $. Els homes tenien una renda mediana de 24.091 $ mentre que les dones 21.932 $. La renda per capita de la població era de 17.798 $. Entorn del 20,3% de les famílies i el 27,8% de la població estaven per davall del llindar de pobresa.

## Poblacions més properes
El següent diagrama mostra les poblacions més properes.